# Dolores O’Riordan

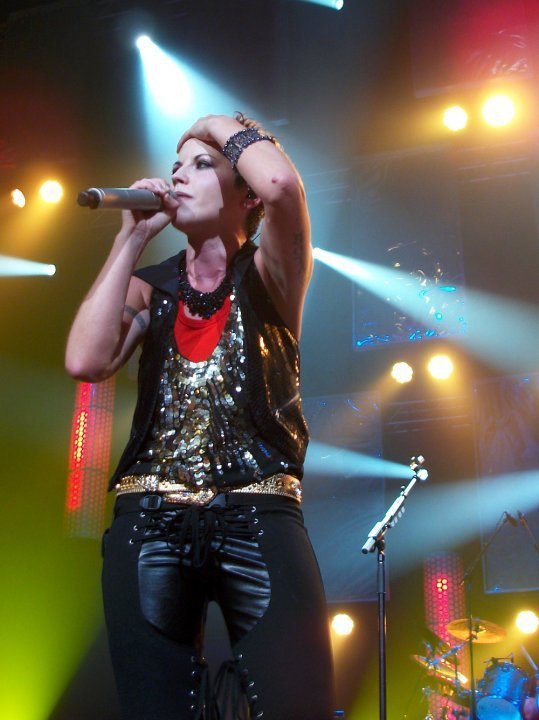
O’Riordan na scenie (2010)

Dolores Mary Eileen O’Riordan (irl. Dolores Ní Ríordáin; ur. 6 września 1971 w Ballybricken, zm. 15 stycznia 2018 w Londynie) – irlandzka piosenkarka i wokalistka zespołu The Cranberries.

## Życiorys

### Wczesne lata
Urodziła się w Ballybricken w hrabstwie Limerick w Irlandii jako najmłodsza z dziewięciorga rodzeństwa, z których dwoje zmarło w dzieciństwie. Miała pięciu braci: Terence'a, Brendana, Donala, PJ-a, Josepha i siostrę – Angelę. Ojciec Dolores, Terence Patrick „Terry” O'Riordan (1937–2011), z zawodu rolnik, nie mógł pracować z powodu uszkodzenia mózgu spowodowanego wypadkiem motocyklowym w 1968. Jej matka Eileen (z domu Greensmith) pracowała w szkole. Dolores wychowywała się w tradycyjnej pobożnej rzymskokatolickiej rodzinie. Eileen nadała jej imię na cześć Matki Boskiej Bolesnej (María de los Dolores).
Pisaniem tekstów muzycznych zajęła się w wieku 12 lat. Uczęszczała do szkoły Laurel Hill Coláiste FCJ w Limerick. Później zaniedbała naukę na rzecz tworzenia muzyki, porzuciła szkołę bez zaliczenia egzaminu końcowego.
Od ósmego do dwunastego roku życia była molestowana seksualnie przez osobę, której ufała.

### Kariera
W 1990 wygrała przesłuchania na miejsce wokalistki zespołu The Cranberries, w którym zajęła miejsce Nialla Quinna. W 1995 wykonała utwór „Ave Maria” w duecie z Luciano Pavarottim podczas charytatywnego koncertu w Modenie.
W 2004 zaśpiewała w utworze „Pure Love”, nagranym na potrzeby albumu Zu & Co., włoskiego muzyka Zucchero. Tego samego roku wraz z kompozytorem Angelo Badalamentim zrealizowała ścieżką dźwiękową do Evilenko, użyczając głosu do kilku utworów, w tym do głównego „Angels Go the Heaven”. W 2005 wzięła gościnny udział w nagraniu albumu Tripomatic Fairytales 3003 zespołu Jam & Spoon; zaśpiewała w utworze „Mirror Lover”. Rok później zagrała epizod w filmie Klik: I robisz, co chcesz. Zaśpiewała tam na weselu, wykonując alternatywną wersję utworu The Cranberries „Linger”.
W 2005 ujawniła, że jest w trakcie nagrywania swojego pierwszego solowego materiału. 4 maja 2007 ukazał się album, zatytułowany Are You Listening?. Pierwszym singlem, który promował album, był utwór „Ordinary Day”, do którego teledysk został nakręcony w Pradze. Drugim singlem promującym wydawnictwo został utwór „When We Were Young”. 21 sierpnia 2009 ukazał się drugi solowy album No Baggage. Promowały go single „The Journey” oraz „Switch Off the Moment”.
W 2014 dołączyła do projektu D.A.R.K, którego owocem był krążek Science Agrees wydany 19 sierpnia 2016. Wokalnie udzieliła się w utworze „Curvy” otwierającym album.

## Życie prywatne
18 lipca 1994 wyszła za Dona Burtona, byłego kierownika tras koncertowych brytyjskiego zespołu Duran Duran, z którym miała troje dzieci. Od 2014 małżeństwo pozostawało w separacji.
W maju 2017 ujawniła mediom, że choruje na zaburzenie afektywne dwubiegunowe. Ponadto miała problemy z kręgosłupem, co było przyczyną przerwania europejskiej trasy koncertowej.
Zmarła 15 stycznia 2018 w Londynie. Stwierdzono, że przyczyną śmierci było utonięcie w hotelowej wannie  z powodu nadmiernego spożycia alkoholu. Została pochowana na cmentarzu Caherelly w Ballybricken. Podczas pogrzebu radiostacje w całej Irlandii grały utwór The Cranberries „When You're Gone”.

## Dyskografia
- 2007: Are You Listening?[29]
- 2009: No Baggage[30]